# Xian de Yongxin
Le xian de Yongxin (永新县 ; pinyin : Yǒngxīn Xiàn) est un district administratif de la province du Jiangxi en Chine. Il est placé sous la juridiction de la ville-préfecture de Ji'an.

## Démographie
La population du district était de 460 913 habitants en 1999.